# Ellen Nikolaysen
Inger Ellen Nikolaysen (Oslo, 10 de diciembre de 1951) es una cantante y actriz noruega.
Participó en dos ocasiones representando a su país en el Festival de Eurovisión. La primera fue en 1973 como parte del grupo Bendik Singers con la canción Is just a game, obteniendo el 7° lugar. La segunda fue en 1975 con la canción Touch my life with summer llegando al 18.º puesto.
Ganó en 1974 el Festival Yamaha Music en Tokio, Japón, con el tema You Made Me Feel I Could Fly.
En la década de los '90 giró su carrera a actriz de teatro.